# آنتونی کیلهوفر
آنتونی کیلهوفر (انگلیسی: Anthony Kilhoffer) تهیه‌کننده موسیقی هیپ هاپ، ترانه‌نویس، مهندسی صدا و آهنگساز است. او بیشتر به خاطر همکاری با کانیه وست، کید کادی و ریک راس شناخته شده‌است.

## ترانه‌شناسی

### آلبوم‌ها

#### دهه ۲۰۱۰ میلادی
- ییزس - کانیه وست
- فانتزی پیچیده تیره زیبای من - کانیه وست

#### دهه ۲۰۰۰ میلادی
- برای سرگرمی تو (آلبوم) - آدام لمبرت
- تریلر ۲۵ - مایکل جکسون
- دختر خوب بد شد - ریانا
- آنطور که یک زن دل می‌بازد - جنیفر لوپز
- ثبت‌نام دیروقت - کانیه وست
- پی‌سی‌دی (آلبوم) - پوسی‌کت دالز
- دانشجوی انصرافی کالج - کانیه وست